# 비에베르스테이니아속
비에베르스테이니아속(Biebersteinia)은 무환자나무목에 속하는 속씨식물 속의 일종으로 4종의 초본 식물을 포함하고 있다. 중앙아시아와 그 인근 지역에서 자생한다.
이전에는 이 속을 쥐손이풀과로 분류했지만, 최근에는 분자계통분류학 연구를 통해 무환자나무목으로 분류한다. APG III 분류 체계에서 이 속은 비에베르스테이니아과(Biebersteiniaceae)의 유일속이다.